# Philippe Seydoux
Philippe Seydoux (* 23. Februar 1985 in Bern) ist ein Schweizer Eishockeyspieler, der zuletzt beim EHC Kloten unter Vertrag stand und an den SC Langenthal aus der Swiss League ausgeliehen war.

## Karriere
Philippe Seydoux erlernte in seiner Geburtsstadt beim SC Bern das Eishockeyspiel, wo er in der Saison 2001/02 sein Debüt in der höchsten Liga der Schweiz, der NLA, gab.
Während der Saison 2002/03 wechselte er zu den Kloten Flyers, wo er abwechselnd Spiele für die erste Mannschaft und die U20-Junioren bestritt. In den nächsten Saisons etablierte er sich dort und wurde zum Stammspieler. 2006 folgte ein Abstecher in die finnische Liiga zu Hämeenlinnan Pallokerho, bevor er wieder in die Schweiz zu den Kloten Flyers wechselte. Noch in der gleichen Saison folgte ein weiterer Wechsel zu Fribourg-Gottéron. Nach drei Saisons wurde Seydoux zum EHC Biel transferiert.
In der Saison 2011/12 wechselte er in die ECHL zu Ontario Reign. Für den Club bestritt Seydoux allerdings nur vier Spiele, ehe er wieder in die Schweiz zum Lausanne HC wechselte. Mit den Waadtländern gewann er 2013 die B-Meisterschaft und stieg in die NLA auf.
2015 folgte der Wechsel in die NLB zum SC Langenthal, den er nach nur einer Saison wieder verliess und sich den SCL Tigers anschloss.
Im Juni 2018 erhielt er einen Zweijahresvertrag beim EHC Kloten, der zuvor aus der National League abgestiegen war. Nach dem ersten Jahr des Vertrages wurde er im Juli 2019 an den SC Langenthal aus der Swiss League ausgeliehen.

## Erfolge und Auszeichnungen
- 2013 Meister der NLB und Aufstieg in die NLA mit dem Lausanne HC